# Спичино (Каськовская волость)
Спичино — деревня в Куньинском районе Псковской области России. Входит в состав Каськовской волости.
Расположена на юго-восточном побережье Жижицкого озера.
Численность населения 30 жителей (2000 год).